# Stenellipsis paracasteli
Stenellipsis paracasteli là một loài bọ cánh cứng trong họ Cerambycidae.